# Nicola Sanders
Nicola Clare Sanders, angleška atletinja, * 23. junij 1982, High Wycombe, Buckinghamshire, Anglija, Združeno kraljestvo.
Nastopila je na poletnih olimpijskih igrah leta 2008, ko je osvojila bronasto medaljo v štafeti 4x400 m, v teku na 400 m se je uvrstila v polfinale. Na svetovnih prvenstvih je v teku na 400 m osvojila srebrno medaljo leta 2007 ter štiri bronaste medalje v štafeti 4x400 m, na svetovnih dvoranskih prvenstvih naslov prvakinje v štafeti 4x400 m leta 2012, na evropskih prvenstvih srebrno medaljo v isti disciplini leta 2010, na evropskih dvoranskih prvenstvih pa naslov prvakinje v teku na 400 m in srebrno medaljo v štafeti 4x400 m leta 2007.